# 白颊黑雁
白颊黑雁（学名：Branta leucopsis）属黑雁属，又稱藤壺鵝(因為與鵝頸藤壺長相相似得名)，这个物种有大片黑色羽毛，使它们与灰色的雁属区分开来。尽管它们外表和黑雁相似，遗传分析表明，它们是短嘴黑雁（Branta hutchinsii）东方衍生品种。

## 描述

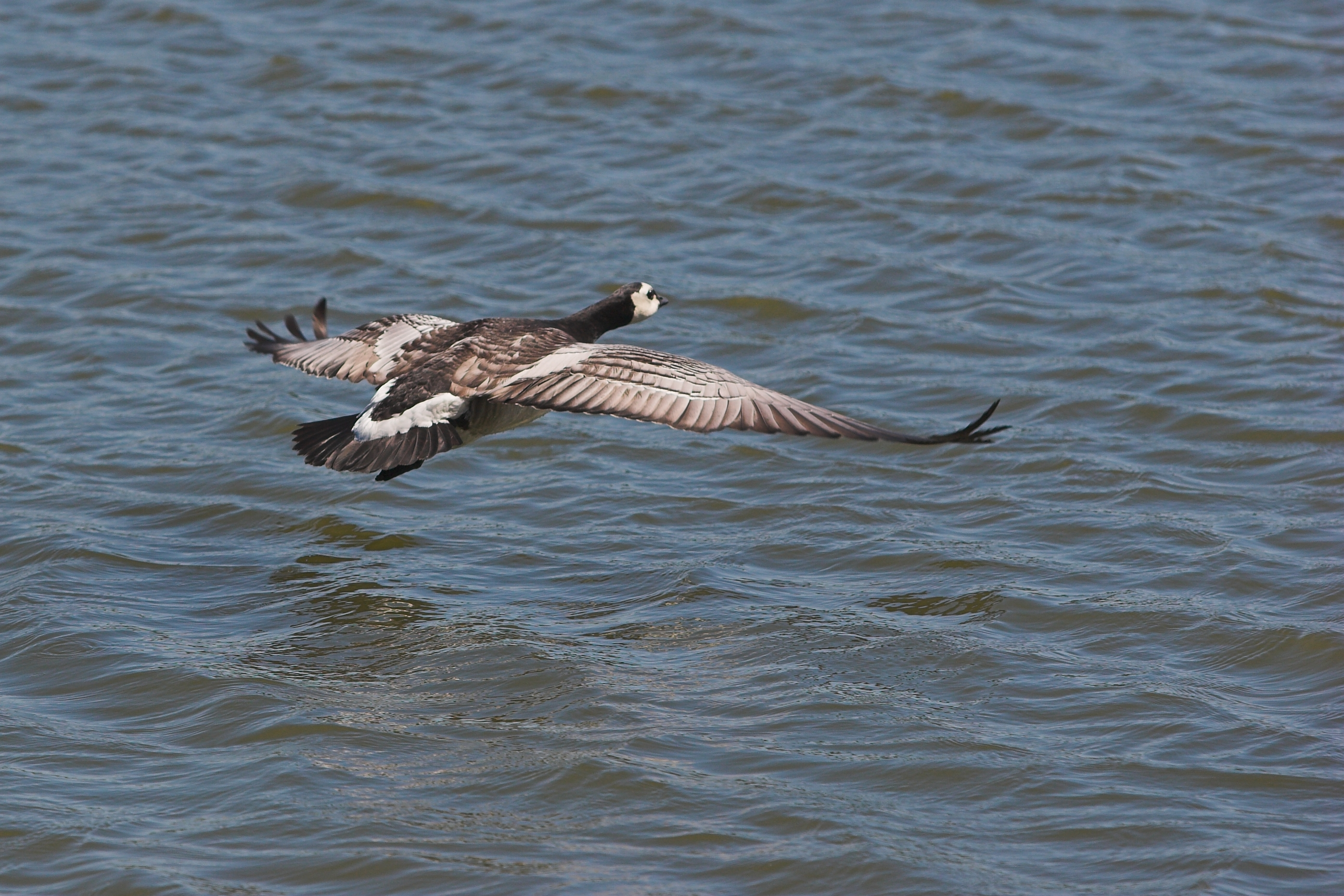
飛行中的姿態

白颊黑雁是一种中型雁，长55-70厘米，翼展130-145厘米，体重1.21-2.23公斤。其脸白色，头部、颈部和上胸部为黑色。腹部白色的。翅膀和背部是银灰色，上面有黑白条纹。在飞行过程中尾部可以见到一个V形的白色补丁，翅膀下面为银灰色。

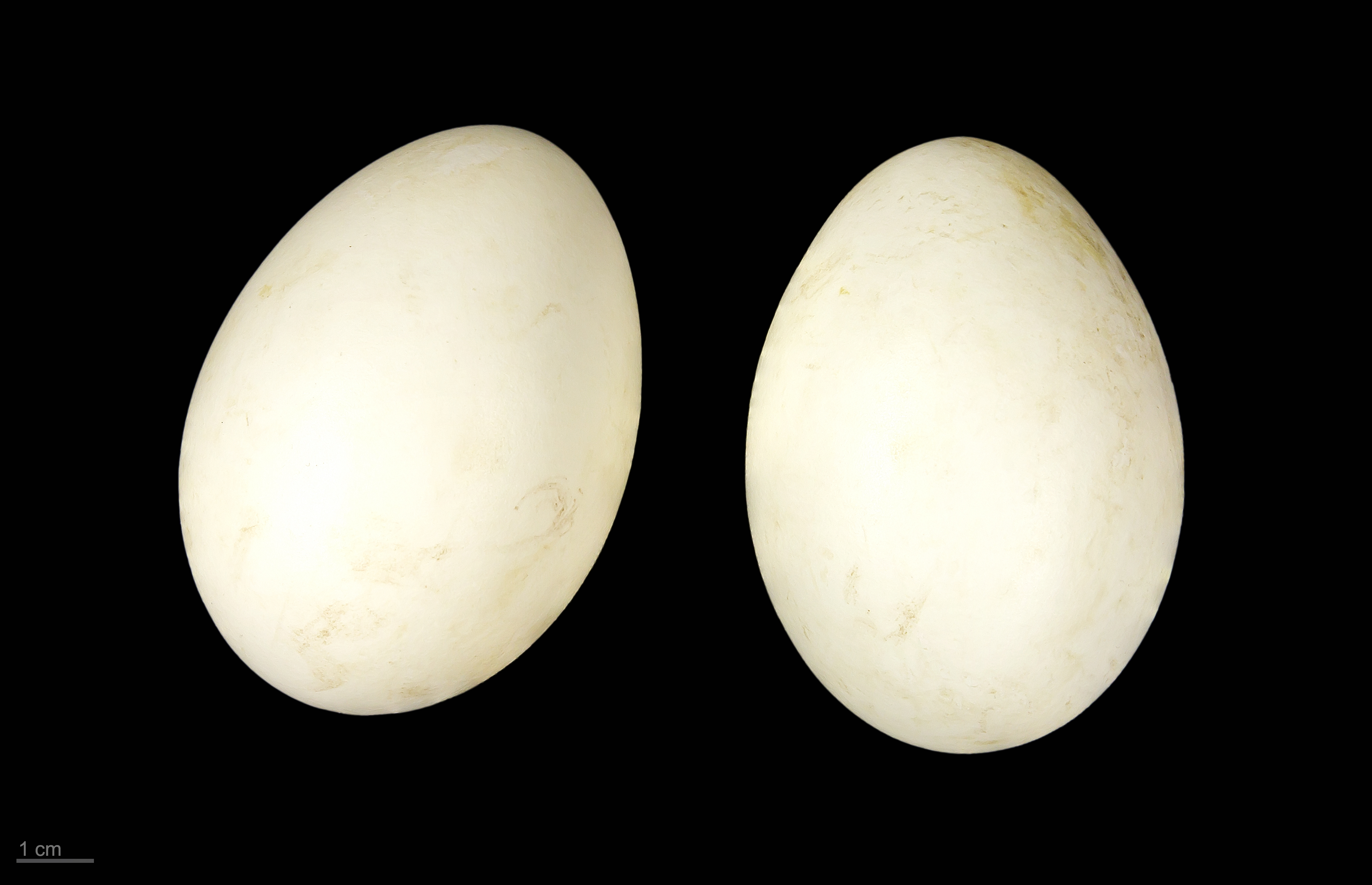
Branta leucopsis

## 分布
白颊黑雁主要分布在北大西洋的北极岛屿。主要有三个独立的繁殖地和越冬区域，自西向东为：
- 在格陵兰岛东部繁殖，在苏格兰西部赫布里底群岛和爱尔兰西部越冬。数量约40,000。
- 在斯瓦尔巴德群岛上繁殖，在英格兰/苏格兰边境索尔维河口越冬。数量约24,000。
- 在新地岛繁殖，在荷兰越冬。数量约13万。
- 从新地岛分出来的第四个种群，自1975年以来在波罗的海岛屿（爱沙尼亚，芬兰，丹麦和瑞典）繁殖，在荷兰越冬。数量约8000。

## 生态，行为和生活

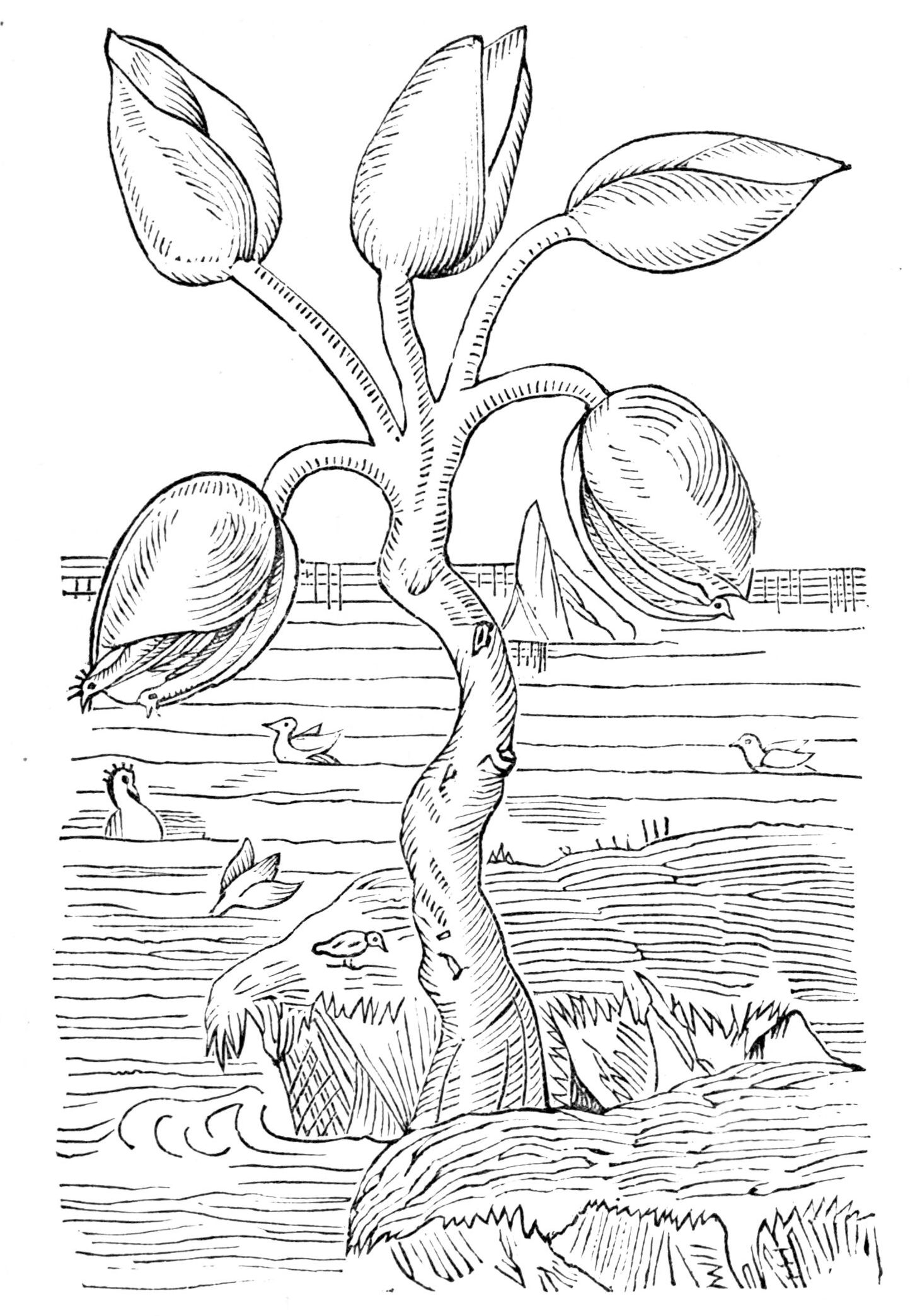
表現它們從巨大的藤壺樹中生出來的樣子的繪畫

白颊黑雁通常在高山的悬崖建巢，以远离捕食者（主要是北极狐和北极熊），但同时也远离覓食地點，例如湖泊和河流。像所有的鹅一样，成鹅不喂雏鹅。它们并不把食物带给新孵出的雏鹅，而是将雏鹅带到地面。雏鹅不会飞翔，三日龄雏鹅跳下悬崖并落下，由于其体积小，重量很轻，当他们碰到下面的岩石的时候可以保护其中一些免得受到严重损伤，但是许多受伤严重，因此死亡。北极狐受成鹅的噪音所吸引，在这段时间内，捕获许多死亡或受伤的雏鹅。北极狐会跟踪由父母带领到湿地觅食的雏鹅。
由於它們在北極附近繁殖，僅在冬季才會出現在不列顛群島與歐洲大陸附近，因此古代歐洲人認為它們是從茗荷科的某些藤壺中長出來的，把它們稱作「藤壺鵝」。

## 保育
白颊黑雁常見而且分布廣泛，近數十年，其數目和繁殖區域皆有所增加。 這種鳥亦是《非歐亞遷移性水鳥協定》適用的物種之一。